# Forbidden Siren
Siren (サイレン Sairen?), conocido como Forbidden Siren en Europa y Australia, es un videojuego de terror tipo Horror de supervivencia desarrollado por Sony Computer Entertainment para PlayStation 2 durante el 2003. El juego detalla la historia de varios personajes atrapados en una vieja villa japonesa durante el transcurso de 3 días.

## Historia
Forbidden Siren transcurre en una remota villa rural en una montaña de Japón llamada Hanuda, la cual está caracterizada por ser muy tradicional y particularmente xenofóbica. La historia del juego transcurre en que los habitantes de la villa se sumergen en las enrojecidas aguas que la rodean abducidos por la "sirena", resurgiendo como Shibitos (muertos vivientes), pero hay un grupo de 10 supervivientes a esta llamada, que se verán atrapados en Hanuda durante 3 días con estos seres, los cuales vivirán distintas pesadillas a diferentes horas y lugares. Todos los personajes comparten una habilidad en común: el "Sightjack" (vista ajena) donde podrán ver con los ojos de los demás para sobrevivir a la tragedia. 
El punto de la historia se enfoca en los esfuerzos de Hisako Yao, líder de una extraña religión local, que quiere resucitar o despertar a un ser extraterrestre conocido como Datatsushi a través de una ceremonia ocultista. 
Mientras Datatsushi es indiscutiblemente alienígena, los métodos de su resurrección y los efectos de su presencia siguen siendo sobrenaturales. La sirena es la llamada de Datatsushi, invocando a los residentes de Hanuda a sumergirse en el agua roja (la cual rodea infinitamente las montañas), con esto, crea un ejército de subordinados llamados "Shibito" (死人, literalmente, "persona cadáver"). 
Los shibitos entonces comienzan a construir un nido para recibir la forma física de Datatsushi una vez que este haya sido invocado, de paso, eliminando y convirtiendo a cualquier humano que haya quedado en Hanuda. La historia se relata desde la perspectiva de diez supervivientes, de los cuales hay algunos nativos de Hanuda. Esto se presenta en orden cronológico en un plazo de tres días donde el misterio toma lugar.

## Jugabilidad
A diferencia de otros juegos de horror, el gameplay de Siren está en contra de los encuentros directos con los enemigos (en este caso, los Shibitos en cada nivel). El jugador puede caminar silenciosamente, evitar el uso de linternas e incluso agacharse para evitar ser detectado. 
Algunas misiones suponen el uso de objetos y el ambiente para desplazar a los Shibitos de sus posiciones usuales (el jugador también puede gritar en cualquier momento para llamar la atención de los Shibitos más cercanos). Dependiendo del nivel, el jugador puede empezar con algún arma, obtenerla en el transcurso del mismo o simplemente ninguna de las dos anteriores. Las armas pueden ser objetos para golpear (barras, martillos, llaves) o armas de fuego (revólveres y rifles). Los Shibitos pueden ser derrotados en combate, pero no pueden ser eliminados y se volverán a levantar después de un corto período, quedando brevemente en estado de alerta. Similarmente, si el jugador es herido, se recuperará con el tiempo.
El detalle que más distingue este juego, es la habilidad colectiva conocida como sightjack (en español es conocida como "Vista Ajena"), que permite ver y escuchar desde la perspectiva de un Shibito, humano o animal, que se encuentre cerca. El proceso es similar al de ajustar la frecuencia y señal de una radio o televisión, donde el stick analógico izquierdo del control funciona como ajustador. La claridad y lugar de cada frecuencia donde se ubican los otros personajes depende de la distancia y orientación del jugador. Una vez que una señal es descubierta, se puede asignar a cualquiera de los cuatro botones principales del control para guardar y cambiar varias señales. Con esta habilidad, los jugadores pueden descubrir las posiciones de cada Shibito, sus rutas de patrullaje, conocer lugares del mapa o encontrar objetos, etc. Una luz con forma de cruz de color azul (y otra verde si llevas un acompañante) informa al jugador (durante la Vista Ajena) que un Shibito cercano lo tiene en la mira. Mientras se utiliza la Vista Ajena, el jugador no se puede mover, por ende, es vulnerable.
Cuando el Shibito encuentra a un jugador o a su acompañante, su visión emitirá una cruz de luz roja, informado al jugador que ahora este enemigo representa una amenaza. Si el Shibito no posee armas de fuego, comenzará a gritar para alertar a los demás y comenzará a perseguir a su objetivo mientras este se mantenga en su campo de visión. Si el jugador logra escapar de su visión por un período, el Shibito dejará de buscarlo y seguirá haciendo sus tareas habituales.

## Personajes
- Kyoya Suda, 16 Años (須田 恭也, Suda Kyōya)

Es un joven inquisitivo que está fascinado con las leyendas urbanas. Kyoya viaja al área en búsqueda de una villa (sin nombre) donde ocurrió una masacre hace ya muchos años. Al llegar se desinfla un neumático de su bicicleta, mientras trata de arreglarla se tropieza con una extraña ceremonia que ocurre durante la noche en el bosque. Momentos después es perseguido por un policía borracho (en un artículo del periódico local, se revela que el policía ganó una gran botella de sake). Irónicamente, Kyoya le roba su arma más adelante en el juego tendiéndole una trampa con una botella de sake).
Kyoya queriendo escapar, accidentalmente lo atropella con un camión. Luego, mientras queda en shock por la muerte del policía, un terremoto sacude el área y comienza a sonar la sirena. Después de recibir un disparo del nuevo y reanimado policía, Kyoya se despierta en un río (ahora de color rojo) y se da cuenta de que su herida ha sido curada por completo.
Muy pronto se encuentra con Hisako Yao, quien le enseña la habilidad del sightjack. Su relación con Miyako Kajiro toma la forma de la historia central del juego –los dos se encuentran inicialmente en el juego cuando Kyoya la ayuda a escapar de su hermano Jun; desde entonces Kyoya pasa el resto del juego tratando de escoltar a Miyako fuera de Hanuda. Como pago, Miyako le da a Kyoya un poco de su propia sangre (a través de una herida) para evitar que éste se transforme en un Shibito. 
Después de la muerte de Miyako, Kyoya entra en el Inferno, mata a Jun Kajiro y decapita a Datatsushi, después entra en la villa de los Shibitos y mata a todos los que quedaban utilizando la Uryen, algunas armas de fuego y la espada de Jun, el Homuranagi, en la misma forma en la que la leyenda de “La Sangrienta Masacre en la Villa” que originalmente lo trajo al área. 
Debido a una distorsión en el flujo del tiempo en Hanuda, donde partes de “El Nido” aparentemente se revirtieron a 1976, se crea la teoría de que Kyoya es de hecho el joven de la leyenda que lo llevó a Hanuda.
- Tamon Takeuchi, 34 Años (竹内 多聞, Takeuchi Tamon)

Tamon es un profesor de Folclore y Leyendas Urbanas en una universidad de Tokio, pero es nativo de Hanuda. Perdió a sus padres cuando era muy joven en el primer intento de realizar la ceremonia ocultista y el desastre que ocurrió después. Él ha regresado a Hanuda, ostentosamente a estudiar el folclore local, pero sus verdaderas intenciones involucran descubrir lo que realmente le sucedió a sus padres. 
Es acompañado por Yoriko Anno y pasa la primera mitad del juego escoltándola, y el resto del juego buscándola después de que se separan. Tamon muestra señales de comenzar a convertirse en un Shibito durante las últimas partes del juego; y eventualmente encuentra a sus padres vivos: viviendo en su casa dentro de “El Nido”. De hecho, ahora son Shibitos, pero Tamon los ve como los miraba cuando era joven. 
Llorando, es confortado por sus padres (sin darse cuenta de que estos están desnudos y en descomposición), con quienes se queda hasta que llega Yoriko Anno, quien golpea a ambos con un bate y arrastra a un enfurecido Tamon a un lugar relativamente seguro. Es difícil saber qué sucede exactamente al final con Tamon, si logra regresar al Mundo Real o se queda en el Mundo Alterno con Yoriko, aunque es más probable que se haya quedado debido a que es consumido por el agua roja al final del juego.
- Yoriko Anno, 22 Años (安野 依子, Anno Yoriko)

Yoriko es una estudiante de la Universidad de Tokio y pupila de Tamon Takeuchi. Ella insiste en acompañarlo a Hanuda y se ve envuelta en el desastre. Yoriko está obviamente enamorada de Tamon. Es muy abrasiva e histérica durante las decisiones, pero a pesar de todo, es de buen corazón y es sorprendentemente valiente cuando se trata de pelear por su vida. 
Más tarde en el juego, Yoriko se comienza a convertir en Shibito, pero logra resistirse gracias a la pinta de sangre Kajiro que recibe cuando ambos reciben heridas de balas y son rescatados por Shiro Miyata, quien le da a Yoriko una transfusión de sangre de Kyoya. Ella penetra “El Nido” con Kyoya e inadvertidamente crea una entrada para Harumi. 
En el final verdadero del juego, ella se reúne con Tamon y lo salva, entrando en la casa de los padres de éste y derrotándolos con un bate de béisbol. Desafortunadamente, su sistema absorbió mucha “Agua Roja” y esto la inhabilita de regresar al Mundo Real.
- Kei Makino, 27 Años (牧野 慶, Makino Kei)

Un sacerdote de la región local, Kei Makino pasa el principio del juego buscando a Hisako Yao, a quien obedece sin prejuicios. También encuentra a Tomoko Maeda e intenta regresarla con sus padres, pero la pierde durante una emboscada de parte de un Shibito francotirador. Siendo gemelo de Shiro Miyata, Kei rechaza el estilo de vida de su hermano.
Después de rechazar a Hisako, Makino es asesinado por su hermano dentro de El Nido. Esto resulta confuso para los jugadores, pues la muerte de Makino no es explícitamente mostrada en pantalla, de hecho, antes de la escena que muestra su muerte se desvanece, Shiro Miyata tiene la pistola en su propia cabeza y el sonido del disparo da la impresión de que este se suicidó. También hay unos niveles más adelante en el juego donde se utiliza a “Kei Makino”, después de esta escena. 
De hecho, Shiro toma el lugar de Makino en estos niveles, vestido con el hábito de su hermano, habla con su mismo tono de voz y lleva consigo los objetos que este llevaba desde el principio del juego. Esto es explícitamente revelado cuando Risa y Mina reciben al supuesto “Kei” en la “otra vida” al final de su último nivel llamándolo: “¡Shiro!”.
- Shiro Miyata, 27 Años (宮田 司郎, Miyata Shirō)

Al jugador se le presenta al Dr. Miyata cuando este se despierta en el bosque al lado de una tumba vacía. Miyata tenía una relación con la enfermera llamada Mina Onda. Por razones nunca explicadas concretamente, el la estranguló y la enterró en los bosques. Pero, después de la ceremonia ella es reanimada (como Shibito) y logra escapar de su tumba.
Miyata luego encuentra a su hermana gemela, Risa, y ambos se van al hospital, aparentemente a buscar a Mina. Shiro Miyata es el hermano gemelo de Kei Makino; separados al nacer fueron criados en ambientes totalmente diferentes y por ende, tienen una muy fría relación. Más tarde en el juego, tienen una confrontación y Shiro mata a su hermano gemelo, le quita su ropa y asume su identidad como “Kei Makino”. 
Después emprende su búsqueda para encontrar a las hermanas Onda (para entonces Risa ya se ha transformado en Shibito). Eventualmente se sacrifica por el sufrimiento de otros aldeanos que no se quieren entregar a la voluntad de Datatsushi, inadvertidamente reanimado en la ceremonia. Es recibido por Mina y Risa en la “otra vida”. 
En comparación con otros personajes, las motivaciones de Shiro nunca son reveladas, dejando al personaje abierto para las interpretaciones que el jugador le quiera dar. Siendo capaz de actos benevolentes (como rescatar a Yoriko y Kyoya o su sacrificio final), también asesina a su propia amante y su hermano, ambos actos no parecen tener un propósito real.
El por qué Shiro mata a Mina nunca es revelado durante el juego: algunas teorías dicen que Mina estaba embarazada de alguien más, causándole una envidia que lo hizo eliminarla (en cualquier caso, el feto reanimado es destruido por Miyata cuando captura y experimenta con las ahora Shibitos, hermanas Onda). El asesinato de Kei aparece igual sin sentido, con la única teoría de que Shiro estaba obsesionado con la popularidad de su hermano en la villa, hasta el punto de querer “tomar su lugar” en la sociedad. Esto junto con sus erráticas acciones y descuidada personalidad, dan lugar a interpretar que Shiro podría padecer de alguna curva en su personalidad o una enfermedad mental.
- Risa Onda, 21 Años (恩田 理沙, Onda Risa)

Una joven nativa de Hanuda, quien ha regresado de Tokio a visitar su hermana gemela, Mina. Atrapada en el resumen de la ceremonia, Risa se reúne con Shiro Miyata y se desplazan al hospital en busca de Mina. Risa finalmente encuentra a su hermana, quien desafortunadamente se ha transformado en una de los Shibito. 
Ella logra escapar y advertir a Miyata y Makino (quien llegó al poco tiempo después de ellos) acerca de Mina. Makino no puede pelear contra Mina, pero Miyata la repele y persigue dejando atrás a Risa y a Makino. Después, Mina logra evadir a Miyata y neutraliza a Makino, logrando así acorralar a Risa para convertirla y ponerla de su lado. 
Risa es asesinada por Miyata mientras estaba bajo el control de su hermana (y vestida de enfermera), convirtiéndose así en Shibito. Muchos de los niveles de Miyata más adelante están centrados en escapar y deshacerse de las ahora Shibito, hermanas Onda. 
- Mina Onda, 21 Años (恩田 美奈, Onda Mina)

Mientras que Mina Onda no es un personaje “jugable” y nunca es vista como humana, ella tiene un papel importante en el juego. Reanimada a través de la ceremonia, ella logra salir del hueco donde Shiro Miyata trató de enterrarla y escapa al bosque. Cuando llega al hospital, (todavía vestida de enfermera) comienza a llamar a Risa (posiblemente advirtiéndole acerca de la amenaza que Miyata representa). 
Después se ve a Mina, caminando hacía el mar para tomar su parte en el Umi-Okuri. Para el momento en que regresa, ella está transformada en un Shibito Cerebro, quien camina por los pasillos del hospital buscando a Risa y a Miyata, comandando un batallón de Shibitos Kumo para que rodeen la clínica y prevengan que ellos logren escapar. 
La pala que carga como arma es la misma con la que Miyata la enterró y es generalmente considerado un canon que Mina estaba embarazada al momento de su muerte, siendo el padre de su bebé aparentemente el mismo Shiro Miyata, pero esto nunca es explicado durante el juego. Algunos niveles se centran en escapar o neutralizar a Mina Onda; ella es argumentalmente la Shibito más poderosa todo del juego.
- Hisako Yao, edad desconocida (八尾 比沙子, Yao Hisako)

Hisako es la mujer detrás del mito de Yaobikumi, una monja que ganó la inmortalidad porque “comió la carne de una sirena”. Aunque aparenta ser una joven de unos veinte años, realmente está por encima de los 1000 años. Cuando el Dios Datatsushi se estrelló en Hanuda en el año 684 A.D. durante una gran conmoción, Hisako fue una de las aldeanas que se comió su carne mientras él reposaba muriéndose. 
Como resultado, Datatsushi la maldijo para que viviera por siempre, hasta el día en el que ella lo pueda resucitar. Hisako inicia la ceremonia que da vida a los eventos del juego, pero juzgando por la reacción que tiene a las horríficas consecuencias es posible que ella no tuviera idea de qué pasaría si la ceremonia realmente se llegara a completar. La avanzada edad de Hisako le ha llevado a olvidar parte de su propósito real, lo cual se explica con sus actos benevolentes al principio del juego.
- Miyako Kajiro, 14 Años(神代 美耶子, Kajiro Miyako)

Es dicho que es descendiente del Dios Ninigi, cuyo vástago estaría maldito con el “sello de la oscuridad” (ciego). Miyako es la última de una línea de niñas “especiales” nacidas en la familia Kajiro, cuyo sacrificio es necesario para resucitar a Datatsushi. Su sangre contiene el poder de resistir la transformación de Shibito, la cual comparte con Kyoya (sin que él lo sepa) para prevenir que él se transformara en Shibito por el Agua Roja que absorbió en el principio del juego. Gracias a esta mezcla de sangre, Kyoya e incluso Yoriko sobreviven hasta el final cuando seguramente hubieran muerto. 
Miyako es eventualmente asesinada por Hisako Yao como parte de la ceremonia para despertar al Dios, pero su espíritu sigue asistiendo a Kyoya mientras intenta derrotar a Datatsushi.
- Ayako y Jun Kajiro

Ayako Kajiro es la hermana mayor de Miyako. Aunque Jun fue criado como uno de la familia Kajiro, realmente es adoptado. Fue traído a la familia para ser un futuro esposo de Ayako, en caso de que la ceremonia fallara y tuviera que existir una futura generación Kajiro de niños para volver a intentarlo. 
Aunque, cuando Miyako es sacrificada, la necesidad de tener a Ayako para otra generación desaparece, por eso Hisako Yao la elimina. Como Miyako, Ayako no puede transformarse en Shibito por la sangre maldita de los Kajiro fluyendo en sus venas, pero Jun no es pariente de sangre y después es transformado en Shibito y sirve de guardaespaldas para Datatsushi, siendo así, Kyoya debe matarlo antes poder ir por Datatsushi.
- Reiko Takato, 29 Años (高遠 玲子, Takatō Reiko)

Profesora de la escuela elemental local, Reiko conduce una excursión con algunos alumnos cuando el terremoto sucede, pero solo ella y Harumi Yomoda logran sobrevivir. Reiko perdió a su hijo en un terrible accidente hace unos años, pero trata a Harumi como si fuera su propia hija a quien debe proteger a cualquier costo. 
Reiko eventualmente se sacrifica para salvar a Harumi, pero regresa a la vida como una Shibito y persigue a Harumi, forzándola a salir de Tabori (incluso ataca a Tamon cuando está luchando por no transformarse.). Después de muerta, su instinto de protección le gana al control de Datatsushi y por segunda vez, Reiko (como Shibito) salva a Harumi neutralizando al director de la escuela, Eiji Nagoshi.
- Harumi Yomoda, 10 Años (四方田 春海, Yomoda Harumi)

Una estudiante local poseedora de: “La Vista” (una forma de PES relativa al sightjack). Sus diarios, escritos antes de los eventos del juego, contienen dibujos de los Shibitos, insinuando que ella predijo los eventos del juego antes de que ocurrieran. Ella se estaba preparando para ir a la excursión de la escuela para estudiar las constelaciones de las estrellas cuando ocurrió el terremoto, quedando atrapada junto con Reiko Takato en la escuela. 
Entonces ellas se juntan para escapar de Hanuda, pero Harumi queda sola cuando Reiko da su vida para salvarla. Harumi eventualmente escapa entrando a El Nido y termina el juego del mismo modo en el que Tamon empezó después del desastre: quedó sola y huérfana por causas de un desastre natural. Como Harumi nunca está expuesta al Agua Roja, ella es el único personaje que regresa al Mundo Real. Está dicho en Siren 2 que Harumi es encontrada.
- Akira Shimura, 70 Años (志村 晃, Shimura Akira)

Akira Shimura es un anciano que ha vivido en Hanuda su vida entera. Perdió a su esposa e hijo en el terremoto de 1976. Él carga con la culpa de la muerte de su familia gracias a su fracaso de tratar de detener la ceremonia que causó el terremoto. Aunque está muy avanzado en edad, sigue siendo un duro cazador. Shimura nunca sale sin su rifle y lo tiene consigo durante todo el juego. 
Él sabe mucho de la ceremonia y su disgusto con la religión local “Mana” lo ha hecho un notable ermitaño. Peleando contra viento y marea para no volverse un Shibito, se encuentra entre la espada y la pared al darse cuenta de que no podrá irse de Hanuda. Shimura se suicida para escapar del horror que es transformarse en uno de ellos; para su mala suerte esto no funciona y se vuelve directamente un Shibito Hane. 
- Naoko Mihama, 28 Años (美浜 奈保子, Mihama Naoko)

Fue una modelo, ahora es una celebridad quien se encuentra en Hanuda filmando un show para la televisión llamado “JAPÓN Oculto” (“Japón Oscuro” en la versión japonesa del juego). Naoko es muy vana y egocéntrica (dada la competencia en su profesión) y haría cualquier cosa para preservar su juvenil belleza (le preocupa que los eventos de Hanuda le saquen canas). Volviéndose loca por el desastre, Naoko es engañada y se sumerge en el Agua Roja bajo la promesa de ser joven por siempre. Y claro, queda joven por siempre –como Shibito-, asustando a Tomoko en Karuwari y después volviéndose una Shibito-Inu que Tamon debe neutralizar para entrar a El Nido.
- Tomoko Maeda, 14 Años (前田 知子, Maeda Tomoko)

Una estudiante de secundaría que se escapa de su casa después de una pelea con sus padres. Ahora, perdida en el inframundo de Hanuda, Tomoko olvida sus diferencias con sus padres y trata de regresar a ellos. Descubriendo que están buscándola en la iglesia de Mana, Tomoko se mueve de regreso a ella (claro, no sin dificultades). 
Cuando finalmente regresa a la iglesia, ya había comenzado a transformarse en Shibito, y cuando sus padres la ven a través de la ventana de la iglesia transformándose y llorando sangre, se asustan; pero después se unen a ella (transformados en Shibitos también) y los tres toman la casa abandonada de Tabori y viven “felices por siempre” –viviendo sus rutinas diarias, pero como los muertos-vivientes que ahora son.
- Takanobu y Mayumi Maeda

La familia Maeda es presentada tempranamente en el juego, ellos entran por la puerta de la iglesia buscando a Tomoko. Estuvieron metiendo sus narices en las cosas personales de su hija (notablemente, su diario), buscando la razón de sus bajas notas en el colegio. 
Cuando Tomoko se da cuenta de lo que hicieron, hace el típico drama adolescente y escapa de su casa. Después de que el terremoto sucede, ellos se desesperan por encontrar a Tomoko, pero son convencidos por Hisako Yao de quedarse en la iglesia esperándola, pero después deciden ir por ella. 
Aunque nunca es visto en el juego, ambos son atacados y asesinados, transformándose luego en Shibitos para después reunirse con una Tomoko transformada y juran estar “juntos por siempre”.
- Kereb

Kereb es el perro de Miyako, también es la razón por la que Miyako puede ver a Kyoya en el bosque al principio del juego: ella ve lo que su perro ve, ella también gracias a la habilidad de “La Vista ajena”(sight jack). Kereb es asesinado cuando el y Miyako son atacados por Shibitos, pero Miyako logra escapar, aquí es cuando Kyoya empieza su parte en la historia.

## Los Shibitos

### Medio-Shibitos
- Shibito Campesino

El Shibito común o de jardín. Ellos llevan cuchillos, martillos y hoces (herramientas de jardín). Como muchos de ellos eran granjeros, siguen practicando agricultura –en su propia y torcida manera. Se les encuentra comúnmente cortando pasto, excavando y ocasionalmente martillando tablas. Usualmente no buscan a los humanos y solo perseguirán a quienes traten de llamar su atención.
- Shibito Patrullero

Estos Shibitos tienen una ruta establecida para cazar humanos. Solo dejarán de patrullar si logran ver uno o si ven o escuchan algo inusual (como una puerta recién abierta). Ellos usualmente cargan armas de ataque cuerpo a cuerpo como las barras, pero en mayoría usan un “Nambu Modelo 60” (revólver). Los Shibitos Patrulleros llevan linternas para cazar a los humanos eficientemente.
- Shibito Francotirador

Como el nombre lo sugiere, los Shibitos Francotiradores llevan rifles “Murata Tipo 22” y están ubicados en lugares altos (como los tejados de los edificios o torres de vigilancia) con el objetivo de localizar y atacar indirectamente al jugador. En comparación con los Shibitos regulares (quienes son miopes), los Shibitos Francotiradores tienen una mortal puntería y un increíble rango de visión que les permite ver a través de neblina y oscuridad a su objetivo. La mayoría de los Shibitos Francotiradores no abandonarán su posición para perseguir al jugador, sino más bien, se quedarán en sus puestos para dispararle al jugador que escapa de ellos.

### Shibitos Verdaderos
- Shibito Inu

Estos Shibitos corren en cuatro patas, tienen un largo pelo que les cubre la cara y son exclusivamente hembras/mujeres. Como su nombre lo sugiere (Inu, que es “perro” en japonés), tienen un aspecto canino y poseen unas antenas que salen esporádicamente de sus cabezas, haciéndolos parecer como hormigas. Son los más rápidos del juego y atacan utilizando sus manos como si fuesen de garras. Además, saltan muy alto, teniendo acceso lugares altos donde el jugador necesariamente debe trepar, pero no pueden abrir puertas.
- Shibito Kumo

Estos Shibitos son exclusivamente machos/hombres, como su nombre lo sugiere (Kumo, o sea, “araña” en japonés) gatean con un movimiento similar al de las arañas. Sus cabezas están rotadas en un ángulo de 180° y tienen un par nuevo de ojos en la punta del cráneo. Pueden moverse sobre cualquier superficie: paredes, muebles, tejados, etcétera, pero irónicamente: no pueden trepar escaleras (y al igual que los Shibito Inu, no abren puertas). Atacan cabeceando al jugador y se recuperan más rápido que los demás (aproximadamente 10 segundos después de haber sido noqueados) comparando con los otros Shibitos que necesitan varios minutos para recuperarse. Debido a su naturaleza arácnida, los Shibitos Kumo pueden sentir las vibraciones y escuchar los pasos producidos por el movimiento del jugador desde más lejos (e incluso, a través de paredes).
- Shibito Hane

Los Shibitos Hane (Hane es literalmente “alas” en japonés) poseen un set de cuatro alas similares a las de una libélula. Ellos vuelan por encima del área (evitando cualquier limitación geográfica padecida por los otros Shibitos y el mismo jugador) y cargan rifles o revólveres y tienen muy buena visión, haciéndose los más peligrosos en campo abierto. Akira Shimura después de suicidarse es revivido y convertido en un Shibito Hane.
- Shibito Cerebro

Estos Shibitos actúan como antenas para la mente maestra de todos los demás. Algunos escapan de los jugadores, se mueven a altas velocidades, algunos son muy agresivos y son más resistentes que los Shibitos regulares. Se distinguen por provocar un sonido extraño y porque en sus caras crecen una especie de “tentáculos”. Donde haya Shibitos Inu y Kumo, muy probablemente hay un Shibito Cerebro controlándolos. Noquear al Shibito Cerebro causará que todos los Shibitos bajo su control queden inconscientes también, pero su tiempo de recuperación es relativamente rápido, cuando se despierte el Cerebro, todos los Shibitos controlados por él también lo harán y quedarán en estado de alerta por unos minutos.